# Simonfa, Somogy
Simonfa  este un sat în districtul Kaposvár, județul Somogy, Ungaria, având o populație de 359 de locuitori (2011). 

## Demografie
Componența etnică a satului Simonfa
     Maghiari (86,57%)
     Romi (13,43%)
Componența confesională a satului Simonfa
     Romano-catolici (69,36%)
     Fără religie (6,41%)
     Reformați (2,79%)
     Luterani (1,67%)
     Necunoscută (19,78%)
Conform recensământului din 2011, satul Simonfa avea 359 de locuitori. Din punct de vedere etnic, majoritatea locuitorilor (86,57%) erau maghiari, cu o minoritate de romi (13,43%).  Din punct de vedere confesional, majoritatea locuitorilor (69,36%) erau romano-catolici, existând și minorități de persoane fără religie (6,41%), reformați (2,79%) și luterani (1,67%). Pentru 19,78% din locuitori nu este cunoscută apartenența confesională.